# Comtat de les Ardenes
El comtat de les Ardenes fou un comtat de l'edat mitjana que apareix cap a l'any 900. Vers 899-902 s'esmenta com a comte Odoacre, que probablement era també comte del Bliesgau o ho havia estat abans.
Gozeló I, fill de Vigeric comte palatí d'Aquisgrà i comte de les Ardenes, de la família dels comtes de Saunois i Chaumontois, va donar origen a les branques de comtes de Verdun-Les Ardenes i de ducs de Lorena i marquesos d'Anvers. La primera branca (Les Ardenes) va recaure en Gausli o Gozeló o Goteló que va rebre també el comtat de Bidgau i va morir el 943.
Cap aquest any era comte de Verdun Enric, fill d'Arnulf I duc de Baviera que va morir després del 954, segurament prop del 960. Un fill de Gozeló, Godofreu I el Captiu, fou comte de Les Ardenes (vers 959-1002) i tot seguit comte de Verdun (vers 960-1002) i a la seva mort el seu fill Godofreu II el Jove va rebre Verdun i Les Ardenes; des del 1012 fou el duc Godofreu I de Baixa Lotaríngia (i fou marquès d'Anvers); el seu germà de nom Gozeló o Goteló I el va succeir a la Baixa Lotaríngia i com a marquès d'Anvers el 1023 i fou duc de l'Alta Lotaríngia el 1033.
El comtat de Verdun i Les Ardenes va passar al fill de Godofreu II, Frederic, i al seu germà Germà com associat. Frederic va morir el 1022 i herman va abdicar dos anys després i es va fer monjo (i va morir després del 1028). Godofreu el Barbut, fill de Goteló I que fou duc de Baixa Lorena el 1065 i va morir el 1069. Va seguir el seu fill Godofreu IV el Geperut (després duc Godofreu III de Baixa Lotaríngia), fins al 1076; a la seva mort els drets van passar a un parent, Adalbert o Albert III comte de Namur, fill de Regilinda (germana de Godfreu el Barbut) que tenia el suport imperial; l'altra pretendent, un nebot de Godofreu el Geperut, conegut com a Jofré de Bouillon (que per decisió dels emperadors només governava Bouillon i la marca d'Anvers, que Albert li disputava) va romandre lleial a l'imperi i finalment el 1086 va derrotar a Albert III i a Matilde de Toscana la seva aliada i va recuperar els comtats de Verdun i les Ardenes; el 1089 l'emperador l'investia com a duc de la Baixa Lorena. El 1096 va marxar a la Croada i el 1099 després de conquerir Jerusalem fou elegit sobirà (no va acceptar formalment el títol de rei); va morir a Acre en la lluita, o a Jerusalem de malaltia el [1100]. Era solter i no va deixar fills. En endavant el comtat de les Ardenes va quedar integrat als dominis ducals de la Baixa Lorena.

## Llista de comtes
- Odoacre comte de Blisgau vers 899-902
- Vigeric de Bidgau vers 915-921/922
- Gislebert vers 921/922-943/944
- Gozeló o Goteló de Bidgau (Gauslí) 922-943/944, fill, comte de Bidgau i de Methingau (comte de les Ardenes)
- Enric de Baviera 943/944-960 (fill d'Arnulf I de Baviera)
- Godofreu I el Captiu vers 960-1002, comte de les Ardenes, fill de Goteló de Bidgau (fill de Cunegunda i Vigeric)

casat amb Matilde de Saxònia, filla d'Hermann Billung duc de Saxònia
Des de vers 990 els bisbes de Verdun foren prínceps sobirans per concessió de l'emperador Otó III rebent la ciutat de Vedun i alguns territoris propers amb dret a nomenar als comtes.
- Godofreu II, 1002-1012, duc de Baixa Lotaríngia el 1012, fill de Godofreu el Captiu i Matilde
- Frederic 1012-1022, comte de Verdun, germà
- Herman 1022-1024, comte de Verdun + després del 1028, germà de l'anterior, renuncià el 1024 i es va fer monjo.
- Godofreu III (després duc Godofreu II de Baixa Lotaríngia, el Barbut) 1025-1069, fill de Goteló I de Baixa Lotariíngia, germà de Godofreu II (I de Baixa Lotaríngia)
- Godofreu IV el Geperut (després duc Godofreu III de Baixa Lotaríngia), 1069-1076 fill
- Albert III de Namur 1076-1086, nebot de Godofreu III
- Godofreu V (duc Godofreu IV de Baixa Lotaríngia) conegut com a Jofré de Bouillon 1086-1095 i absent 1095-1100, nebot de Godofreu IV fill de son germana Ida.